# Будь собой (телесериал)
Будь собой (англ. Get Real) — американский подростковый комедийно-драматический телесериал созданный Клайдом Филлипсом. Трансляция телесериала шла с сентября 1999 по апрель 2000 года на телеканале Fox, при этом два последних эпизода не были показаны по телевидению США, однако были выпущены в эфир в других странах.

## Сюжет
Семья Грин переживает трудный период своей жизни, ведь родители столкнулись с кризисом среднего возраста, а дети с проблемами подросткового периода.

## В ролях
| Актёр               | Роль            |
| ------------------- | --------------- |
| Джон Тенни          | Митч Грин       |
| Дебра Фарентино     | Мэри Грин       |
| Эрик Кристиан Олсен | Кэмерон Грин    |
| Энн Хэтэуэй         | Меган Грин      |
| Джесси Айзенберг    | Кенни Грин      |
| Кайл Брент Гибсон   | Виктор Кастильо |

## Эпизоды
| №  | Название                   | Режиссёр                   | Автор сценария                | Дата премьеры    |
| -- | -------------------------- | -------------------------- | ----------------------------- | ---------------- |
| 1  | «Пилот»                    | Скотт Винант               | Клайд Филлипс                 | 8 сентября 1999  |
| 2  | «Сексуальное лечение»      | Ларри Шоу                  | Клайд Филлипс                 | 15 сентября 1999 |
| 3  | «Проход»                   | Кеннет Финк                | Том Спезиали                  | 22 сентября 1999 |
| 4  | «Останься»                 | Ларри Шоу                  | Клайд Филлипс и Лон Даймонд   | 29 сентября 1999 |
| 5  | «Анатомия слухов»          | Кеннет Финк                | Пэм Визи                      | 20 октября 1999  |
| 6  | «Беспокойство исполнения»  | Билл Д'Илайа               | Дуглас Стайнберг              | 27 октября 1999  |
| 7  | «Добыча»                   | Стивен Крегг и Кевин Мерфи | Венди Баттлес и Тим Шлаттманн | 3 ноября 1999    |
| 8  | «Большие числа»            | Ричард Комптон             | Алан Кросс                    | 10 ноября 1999   |
| 9  | «Преступление и наказание» | Давид Гроссман             | Тара Баттерс и Мишель Фазекас | 15 декабря 1999  |
| 10 | «Отказ»                    | Стивен Крегг               | Тим Шлаттманн и Венди Баттлес | 22 декабря 1999  |
| 11 | «Выбор»                    | Джеймс Уитмор-младший      | Клайд Филлипс и Лон Даймонд   | 12 января 2000   |
| 12 | «Освобождение»             | Джеффри Леви               | Кевин Мерфи                   | 19 января 2000   |
| 13 | «Отпадение от благодати»   | Джеймс Уитмор-младший      | Тара Баттерс и Мишель Фазекас | 26 января 2000   |
| 14 | «Жестокая любовь»          | Стивен Крегг               | Пэм Визи                      | 2 февраля 2000   |
| 15 | «Ожидание»                 | Джеффри Леви               | Клайд Филлипс и Лон Даймонд   | 8 марта 2000     |
| 16 | «Спасение»                 | Джеймс Уитмор-младший      | Том Спезиали                  | 15 марта 2000    |
| 17 | «Расстояние»               | Лу Антонио                 | Алан Кросс                    | 22 марта 2000    |
| 18 | «Чувство вины»             | Джеффри Леви               | Венди Баттлес                 | 29 марта 2000    |
| 19 | «Система поддержки»        | Ричард Комптон             | Кевин Мерфи                   | 5 апреля 2000    |
| 20 | «Уроки истории»            | Оз Скотт                   | Тара Баттерс и Мишель Фазекас | 15 апреля 2000   |
| 21 | «Проверенный»              | Джеффри Леви               | Тим Шлаттманн                 | TBA              |
| 22 | «Последние выходные»       | Давид Гроссман             | Клайд Филлипс и Лон Даймонд   | TBA              |

## Отзывы
На сайте Rotten Tomatoes телесериал получил 67 % «свежести» на основе 9 рецензии кинокритиков.

## Награды и номинации
| Год  | Награда                | Категория                                                       | Номинант (ы)                                                          | Результат | Примечания |
| ---- | ---------------------- | --------------------------------------------------------------- | --------------------------------------------------------------------- | --------- | ---------- |
| 2000 | Teen Choice Awards     | Выбор: Теледрамма                                               | N/A                                                                   | Номинация | [ 5 ]      |
| 2000 | Teen Choice Awards     | Выбор: Прорывное телешоу                                        | N/A                                                                   | Номинация | [ 5 ]      |
| 2000 | Teen Choice Awards     | ТВ – Лучшая актриса                                             | Энн Хэтэуэй                                                           | Номинация | [ 5 ]      |
| 2000 | Премия «Молодой актёр» | Лучшая работа в телесериале - Молодой ансамбль                  | Энн Хэтэуэй, Эрик Кристиан Олсен, Джесси Айзенберг, Кайл Брент Гибсон | Номинация | [ 6 ]      |
| 2000 | YoungStar Award        | Лучшая молодая актриса/исполнение роли в комедийном телесериале | Энн Хэтэуэй                                                           | Номинация | [ 7 ]      |